# Profeti (Ribera)
I Profeti sono una serie di quattordici dipinti, oli su tela (di dimensioni diverse) databili tra il 1638 e il 1643, eseguiti da Jusepe de Ribera per la chiesa della certosa di San Martino a Napoli.

## Storia e descrizione
Intorno al 1638 Jusepe de Ribera riceve una serie di commesse che si innestano in un contesto di profondo rinnovamento della certosa di San Martino. Sotto il priorato di Giovanni Battista Pisante, il pittore spagnolo fu tra i più importanti artisti dell'ambiente napoletano ad esser chiamato nella monumentale opera di decorazione della chiesa, per la quale già nel 1637 compì la sontuosa pala della Pietà per la sacrestia, poi ricollocata nella sala del Tesoro Nuovo alla fine del XVII secolo, dov'è tuttora.
Il gruppo di commesse che interessavano il pittore riguardavano la realizzazione di una serie di quattordici tele con Profeti e patriarchi, da collocare lungo la navata della chiesa, la Comunione degli apostoli, per la parete laterale del coro, e tre dipinti destinati invece agli appartamenti privati del priore (oggi Museo nazionale di San Martino), il piccolo rame col San Bruno riceve la Regola, terminato nel 1643, il San Girolamo e il San Sebastiano: questi ultimi due furono consegnati solo nel 1651 (assieme alla Comunione) in quanto dal 1643 il numero di impegni assunti e la malattia che colpì lo Spagnoletto rallentarono drasticamente i tempi d'esecuzione dei suoi lavori.
I profeti ritratti dal Ribera sono Mosè ed Elia, posti sulla controfacciata, Aggeo, Noè, Gioele, Amos, Abdia, Osea, Abacuc, Sofonia, Giona, Daniele, Michea ed Ezechiele, disposti invece sopra gli archi delle cappelle laterali della chiesa. Il compenso pattuito fu di 80 ducati a tela, per quelle triangolari sulle cappelle laterali, dove il profeta era ritratto a figura intera, e di 50 ducati per le due immagini rettangolari sulla parete d'ingresso, dove i profeti erano raffigurati a mezzo busto.
Le prime opere compiute furono quelle del Mosè, dell'Elia e del Noè, che riportano tutte la firma estesa del pittore, mentre le restanti undici scene furono realizzate entro i cinque anni seguenti, dove l'ultima ricevuta di pagamento risale a fine 1643, di cui otto di queste vedono nell'angolo inferiore la sigla «J.R.».

## Catalogo delle tele
| Immagine | Titolo    | Anno      | Dimensione   | Note                                                          |
| -------- | --------- | --------- | ------------ | ------------------------------------------------------------- |
|          | Mosè      | 1638      | 168 × 97 cm  | Firmato e datato «Jusepe de Ribera espanol / F. 1638».        |
|          | Elia      | 1638      | 168 × 97 cm  | Firmato e datato «Jusepe de Ribera espanol / F. 1638».        |
|          | Aggeo     | 1638-1643 | 272 × 252 cm |                                                               |
|          | Noè       | 1638      | 271 × 254 cm | Firmato e datato «Jusepe de / Ribera es / panol / F. / 1638». |
|          | Gioele    | 1638-1639 | 270 × 252 cm | Siglato e datato «J.R.a 163...».                              |
|          | Amos      | 1640      | 272 × 256 cm | Siglato e datato «J.R.a 1640».                                |
|          | Abdia     | 1638-1643 | 270 × 266 cm |                                                               |
|          | Osea      | 1638-1643 | 270 × 254 cm | Siglato «J.R.a».                                              |
|          | Abacuc    | 1638-1643 | 267 × 236 cm | Siglato «J.R.a».                                              |
|          | Sofonia   | 1638-1643 | 266 × 236 cm | Siglato «J.R.a».                                              |
|          | Daniele   | 1638-1643 | 267 × 236 cm | Siglato «J.R.a».                                              |
|          | Giona     | 1638-1643 | 276 × 236 cm | Siglato «J.R.a».                                              |
|          | Michea    | 1638-1643 | 268 × 243 cm | Siglato «J.R.».                                               |
|          | Ezechiele | 1638-1643 | 271 × 251 cm |                                                               |